# Pusa (animal)
Pusa es un género de mamíferos pinnípedos de la familia Phocidae.

## Especies
El género Pusa incluye tres especies, que antes se clasificaban dentro del género Phoca:
- Pusa caspica - Mar Caspio
- Pusa hispida - Ártico
- Pusa sibirica - Lago Baikal